# Zalabaksa
Zalabaksa là một thị trấn thuộc hạt Zala, Hungary. Thị trấn này có diện tích 16,1 km², dân số năm 2010 là 642 người, mật độ 40 người/km².